# Wilhelm Keitel
Wilhelm Bodewin Johann Gustav Keitel (Helmscherode, 22. rujna 1882. – Nürnberg, 16. listopada 1946.), njemački generalfeldmaršal, stariji vojni vođa Njemačke u Drugom svjetskom ratu.

## Rani život
Wilhelm Bodewin Johann Gustav Keitel rođen je 22. rujna 1882. u mjestu Helmscherode, Grofovija Brunswick, Njemačko Carstvo, kao sin Carla Keitela, zemljoposjednika, i njegove supruge Apollonie Vissering. Nakon što je završio školovanje u Göttingenu, krenuo je na ostvarivanje vojne karijere 1901., te je postao Fahnenjunker (Kadetski časnik). Wilhelm Keitel je 1909. oženio Lisu Fontaine, kći bogatog zemljovlasnika. Zajedno su imali šestero djece, od kojih je jedno umro u ranom djetinjstvu. U Prvom svjetskom ratu Keitel je služio na Zapadnom bojištu. U rujnu 1914. tijekom borbe u Frandriji, Keitel je zadobio ozbiljnu ozljedu podlaktice. 
Oporavio se i 1915. poslan je u Viši njemački glavni stožer. Nakon Prvog svjetskog rata Keitel je ostao u novonastalom Reichswehru, te je sudjelovao u organizaciji Freikorpsa na poljskoj granici. Keitel je također služio kao divizijski časnik glavnog stožera. Dvije godine predavao je u vojnoj školi u Hanoveru. 
U drugoj polovici 1924. godine premiješten je u Reichswehrministerium (Ministarstvo obrane). Ubrzo je unaprijeđen na položaj načelnika organizcijskog odjela. Taj je položaj zadržao i nakon dolaska Hitlera na vlast 1933. godine. Na preporuku Wernera von Fritscha, postao je 1935., vođa i zapovjednik novonastalog Wehrmachta.

## OKW i Drugi svjetski rat
Godine 1937., unaprijeđen je u generala, a iste godine, i to malo prije početka afere Blomberg-Fritsch i zamjene Reichskriegsministeriuma s OKW-om, postavljen je na položaj načelnika OKW-a. To nije bilo nikakvo političko postavljanje, dapače sam Blomberg je Hitleru rekao: "On je samo čovjek koji vodi moj ured". To je Hitleru itekako išlo na ruku. Nakon završetka Francuske kampanje 1940., Keitel je unaprijeđen u generalfeldmaršala, kao i još nekolicina Hitlerovih generala. 
Tijekom Drugog svjetskog rata, Keitel se pokazao kao slab i oprezan: pokušao je nagovoriti Hitlera da odustane od invazije na Francusku i protivio se Operaciji Barbarossa. Oba puta se suprotstavio Hitleru osobno i tražio je ostavku: Führer ju je odbio dati. Godine 1942. ponovno se suprotstavio Hitleru, i to kako bi branio feldmaršala von Lista, čija se vojska pokušavala izvući od besmislene i krvave borbe na Kavkazu. Keitelova obrana von Lista bila je zadnji čin u kojem se on suprotstavio Hitleru, jer od tada više nije imao primjedbu niti na jednu Führerovu naredbu, niti mu je proturječio. Njegove su mu se kolege zbog svega toga obraćale s Lakeitel (Mali ulizica). Potpisao je mnoge zapovjedi sumnjivog legaliteta pod zakonima rata, od koji je najpoznatija ozloglašena Komesarova zapovijed, i dao Himmleru slobodne ruke u provođenju svoje rasne politike i provođenju terora u osvojenim ruskim teritorijima. Također je poznata njegova zapovijed o ubijanju svih zarobljenih francuskih pilota, članova Normandsko-Niemenske jedinice, koji su se borili u ili za Sovjetski Savez, umjesto da ih se tretira kao ratne zarobljenike. 
Keitel je također bio instrumentaliziran u zataškavanju prevrata koji se trebao dogoditi nakon srpanjske urote 1944., čija je zadaća bila ubojstvo Hitlera i promjena trenutne hijerarhije u vojsci. On je također sjedio u Sudu časti koji je predao mnoge časnike, uključujući i feldmaršala von Witzlebena, Freislerovom ozloglašenom Volksgerichtshofu.

## Nakon Drugog svjetskog rata
Dana 8. svibnja 1945., general Keitel je potpisao njemačku predaju Crvenoj armiji. Četiri dana nakon toga uhićen je i poslan pred Međunarodni Vojni Sud, gdje je osumnjičen da je počinio sljedeće zločine: urota za počinjenje zločina protiv mira, ratni zločini i na kraju zločini protiv humanosti. MVS je odbio Keitelovu obranu da je on samo pratio naredbe u suglasju s Führerprinzipom. U skladu s odbijanjem, on je optužen po svim točkama optužnice. Da bi pojačali dojam kriminalne, a ne vojne prirode Keitelovih djela, Saveznici su odbili njegov zahtjev za strijeljanjem te su ga umjesto toga objesili. Njegove posljednje riječi su bile:

## Zanimljivosti
- U filmu Hitler: Konačni pad Wilhelma Keitela igra Dieter Mann.
- Wilhelm nije u nikakvoj rodbinskoj vezi s Oscarovcem Harveyem Keitelom.
- Kao vojnom službeniku, Keitelu je bilo zakonom zabranjeno pridružiti se NSDAP-u. Nakon uspjeha na ruskoj fronti, sam Hitler (koji je htio povezati vojni i politički uspjeh) mu je uručio "Zlatno" (Počasno) članstvo u NSDAP-u. Godine 1944., zakon o tome je promijenjen i vojni službenici su poticani da se pridruže NSDAP-u. Keitel je izjavio da je to i formalno napravio na Nürnberškom procesu, no nikad nije službeno primljen u stranku. Wilhelm Keitl je jedna od samo dvije osobe koje su dobile počasno članstvo u stranci.

## Vanjske poveznice
- Memoari genelarfeldraršala Keitela  Arhivirana inačica izvorne stranice od 22. ožujka 2021. (Wayback Machine), autobiografija